# Zankyō
Zankyō (残響, "Echo") é o décimo álbum de estúdio do artista japonês Masaharu Fukuyama. Este álbum foi lançado em 30 de junho de 2009. O álbum alcançou a primeira posição no ranking semanal da Oricon.

## Faixas
1. Gunjō (Ultramarine) (群青 ～ultramarine～)
2. Keshin (化身)
3. Ashiita no Show (明日の☆SHOW)
4. Nagareboshi (ながれ星)
5. Kōfuku-ron (幸福論)
6. 18 (Eighteen)
7. Saiai (最愛)
8. Sō -new love new world- (想 -new love new world-)
9. Phantom
10. Survivor
11. Kon'ya, Kimi o Daite (今夜、君を抱いて)
12. Tabibito (旅人)
13. Tokyo ni mo Attanda (東京にもあったんだ)
14. Michirube (道標)
15. 99